# Castóreo

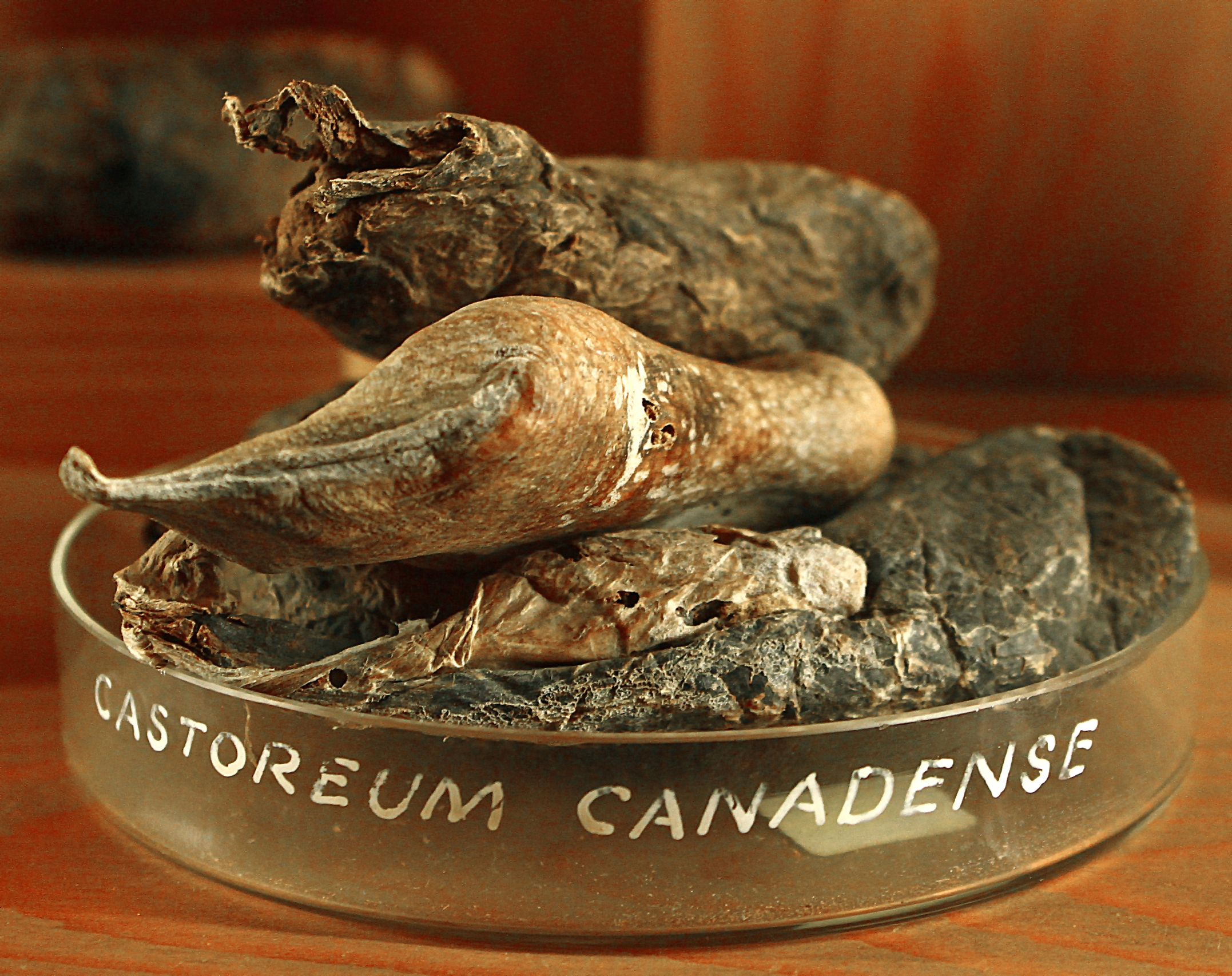
Castoreum

El castóreo es una secreción de las glándulas anales del castor, olorosa y oleosa, que dicho animal usa para acicalar su pelaje. Dicha sustancia era de interés en el pasado en heladerías y en perfumería, debido a su capacidad de fijar y dotar de matices a las fragancias, lo cual, junto con el interés de la piel del castor en peletería, provocó la explotación de dicha especie.

## Características
El castóreo se emplea en tintura alcohólica, una vez extraído por trituración de las glándulas que lo segregan. Posee una nota animal, próxima al cuero, que los perfumistas utilizan en composiciones orientales, chypredas o masculinas.

## Usos

### Perfumes
En perfumería, el castóreo ha sido utilizado desde hace tiempo como connotaciones al cuero. Algunos perfumes clásicos que incorporan castóreo son: Emeraude, Chanel Antaeus, Cuir de Russie, Magie Noire, Mary Kay Lancôme Caractère, Hechter Madame, Givenchy III, Shalimar.

### Medicinal
A pesar de que en la medicina moderna el uso de castóreo es raro, se utilizaba en el siglo XVIII para tratar diferentes dolencias como dolores de cabeza, fiebre e histeria. Los romanos creían que los vapores producidos por su quemado podían inducir el aborto. Paracelso creyó que podía ser usado como tratamiento de la epilepsia. El castóreo fue descrito por el British Pharmaceutical Codex en 1911 para su uso en la dismenorrea y las condiciones histéricas.

### Uso alimenticio
En los Estados Unidos el castóreo es considerado como un aditivo alimentario reconocido como seguro por la Administración de Alimentos y Medicamentos. A menudo es nombrada como "sabor natural" en listas de ingredientes. Aunque es usada principalmente en comidas y bebidas como parte del sabor a vainilla, su uso es menos común para el sabor a frambuesa o fresa. El consumo anual industrial de castóreo es muy bajo, alrededor de 136 kilogramos frente a las más de 1.179 toneladas anuales de vainillina.

### Otros usos
El castóreo es también usado para aumentar el sabor y el olor de los cigarrillos.
Los apicultores medievales lo utilizaban para aumentar la producción de miel.

## Cultura
En la cultura popular, se conoce un chascarrillo asociado a la caza del castor: se decía que, un castor, sabiéndose acorralado por un cazador interesado en obtener el castóreo, prefirió arrancarse los testículos con los dientes, lugar en el que se decía que albergaba la preciada sustancia, con el fin de, aún a costa de perder la vida, menoscabar el trofeo de su perseguidor.
Esta anécdota se encuentra recogida, entre otros lugares, en El Quijote:

[...] que había imitado al castor, el cual, viéndose acosado de los cazadores, se taraza y harpa con los dientes aquello por lo que él por instinto natural sabe que es perseguido [...]
Miguel de Cervantes, Don Quijote de la Mancha.